# Tony Bravo
Antonio Tanús Amado (Puebla, Puebla, 28 de mayo de 1949), conocido como Tony Bravo, es un actor mexicano.

## Biografía y carrera

### 1949-1966: primeros años
Antonio Tanús Amado nació el 28 de mayo de 1949 en Puebla, Puebla, siendo miembro de una familia de ascendencia libanesa. Tuvo un hermano llamado Alfredo Tanús Amado, que se desempeñó como cantante de música regional mexicana.

### 1966-1985: inicios artísticos
En 1966, a los 17 años de edad, mientras se encontraba estudiando en la universidad en Puebla preparándose en una ingeniería, fue invitado por unos amigos a participar en un desfile de moda de ropa para caballero organizado en Ciudad de México. Gracias a su atractivo físico y musculoso, recibió otras ofertas de trabajo como modelo de anuncios para distintas marcas de ropa masculina.
Durante su estancia en la ciudad, se vio atraído por la actuación, por lo que ingresó a estudiar arte dramático con el actor Carlos Ancira. Luego de ser visto por el histrión y productor de televisión Ernesto Alonso, su llamativa apariencia despertó interés en él, por lo que le dio la oportunidad de debutar como actor en la telenovela Corazón salvaje de 1977, melodrama que se encontraba produciendo. Gracias a esta nueva etapa profesional, decidió quedarse en Ciudad de México para poder perseguir una carrera actoral. De esta manera, sus siguientes apariciones filmográficas las hizo en las telenovelas Pasiones encendidas de 1978 a 1979, y Muchacha de barrio de 1979 a 1980. Justo en este último año, se estrenó Vivir para amar, la película con la que debutó en el cine, en un papel secundario.
Cerca de estas fechas, junto a Elizabeth, su fallecida pareja, procreó dos hijas, María Elizabeth Tanús Quiroz y Antoinette Tanús Quiroz.

### 1985-1989: reconocimiento parcial
Alternando en fotonovelas combinando con trabajos filmográficos a inicios de los ochenta, sus intervenciones profesionales siguientes continuaron pasando desapercibidas, con personajes de apoyo en producciones como Aprendiendo a amar (1980), Las piernas del millón (1981), y El amor nunca muere (1982), hasta que en 1985, su participación en la telenovela Tú eres mi destino, le concedió su primera y única nominación a un premio por su trabajo como actor, siendo elegido como uno de los contendientes a un Premio TVyNovelas en la categoría a mejor revelación masculina.
Posteriormente, concluyó la década estableciéndose con roles secundarios en varias cintas y telenovelas, destacando por Niño pobre, niño rico (1985), Como si fuéramos novios (1986), Murieron a la mitad del río (1986), La Muerte del Federal de Caminos (1987), El precio de la fama (1987), Vengador callejero (1988), Encadenados (1988-89), la película mexicanoestadounidense Samurai Warriors, de título alterno East L.A. Warriors (1989), y Ladrones de tumbas (1989).

### 1990-2009: cine de acción y televisión
En los años noventa, el cine de acción en México obtuvo popularidad por sus temas relacionados a la vida criminal y las escenas de explosiones y riesgo, lo que le permitió conseguir exposición al ser un actor recurrente en películas de este tipo, apareciendo en títulos como Halcones de la frontera (1990), Furia asesina (1990), Operación narcóticos (1991), Frontera roja (1991), Invitación a morir (1991), y Cazador de cabezas (1992).
Iniciados los años dos mil, en 2003 se lanzó La tregua, su última película y la que marcó su salida del cine. Tras esto, hizo una transición total a la televisión, centrándose en realizaciones televisivas como Apuesta por un amor (2004-05), Peregrina (2005-06), y ¡Qué madre, tan padre! (2006).

### 2009-2021: trabajos finales, retiro y luchas personales
Luego de una breve pausa laboral desde 2006, en 2009 regreso con un papel en la serie de televisión, Central de abasto. Un año después y de ahí en adelante, grabó las que fueron sus últimas intervenciones como actor, iniciando en 2010 con la telenovela Soy tu dueña, en 2013 con Amores verdaderos y Corazón indomable, y finalmente de 2014 a 2015 en Hasta el fin del mundo, telenovela con la que decidió retirarse como actor para poder vivir una vida más tranquila y disfrutar de su vejez.
Finalizada su carrera como histrión, abandonó Ciudad de México para irse a vivir a su natal Puebla. En 2017, incursionó como cantante en el género de música regional mexicana, y el mismo año lanzó su álbum debut, México a Mi Manera. No obstante, esta nueva ocupación se vio rápidamente opacada el 1 de octubre del mismo año por el arresto de su hija María Elizabeth Tanús, quien fue detenida en Puebla luego de asesinar en una discusión a Vicente Vargas Ramírez, un hombre con el que tenía una relación amorosa y que había conocido por internet. María argumentó que había acabado con la vida de Vicente en defensa propia, ya que este la había amenazado con contagiarla de VIH, y con hacerle daño a ella y a sus hijas. Por el crimen, María fue puesta en prisión preventiva. En marzo de 2020, su hija fue sentenciada a trece años y cuatro meses de prisión en el Penal de San Miguel en Puebla, procesada con el cargo de homicidio doloso en razón de parentesco.
El 2 de enero de 2021, se reportó la muerte de Alfredo Tanús, su hermano. Radicado en Puebla y con su hija encarcelada, optó por alejarse totalmente de la vida pública y del medio artístico, eligiendo solventar sus gastos con los ahorros cosechados por su carrera como actor.

## Discografía
- México a mi manera (2017)

## Filmografía

### Cine
| Año  | Título                           | Papel                       | Notas                                                                        |
| ---- | -------------------------------- | --------------------------- | ---------------------------------------------------------------------------- |
| 1980 | Vivir para amar                  | Asistente del señor Miranda |                                                                              |
| 1981 | Las piernas del millón           | Novio de Nora               |                                                                              |
| 1983 | 96 horas de amor                 | Personaje desconocido       |                                                                              |
| 1985 | Niño pobre, niño rico            | Raúl (papá de Pepe)         |                                                                              |
| 1986 | Como si fuéramos novios          | Papá de Andrés              |                                                                              |
| 1986 | Murieron a la mitad del río      | Lupe Flores                 |                                                                              |
| 1986 | El cachas de oro                 | Mauricio                    |                                                                              |
| 1987 | La Muerte del Federal de Caminos | José Luis Sánchez           |                                                                              |
| 1988 | Vengador callejero               | Miguel Martínez 'El Gitano' |                                                                              |
| 1989 | Samurai Warriors                 | Aurelio                     | Producción mexicanoestadounidense También conocida como «East L.A. Warriors» |
| 1989 | Ladrones de tumbas               | Raúl                        |                                                                              |
| 1989 | Cazador de recompensas           | Paz Guerra                  |                                                                              |
| 1990 | La mujer del tahúr               | Personaje desconocido       |                                                                              |
| 1990 | Halcones de la frontera          | Personaje desconocido       |                                                                              |
| 1990 | Muerte bajo la piel              | Personaje desconocido       |                                                                              |
| 1990 | Furia asesina                    | Marco                       |                                                                              |
| 1991 | Operación narcóticos             | Martín Jiménez              | También conocida como «El federal»                                           |
| 1991 | Frontera roja                    | Personaje desconocido       |                                                                              |
| 1991 | Invitación a morir               | Fernando                    |                                                                              |
| 1991 | Instinto asesino                 | Personaje desconocido       |                                                                              |
| 1991 | Bronco                           | Secuaz                      |                                                                              |
| 1992 | Cobra silenciosa                 | Personaje desconocido       |                                                                              |
| 1992 | Cazador de cabezas               | Personaje desconocido       |                                                                              |
| 1993 | ¿Dónde quedó la bolita?          | Fernando                    |                                                                              |
| 1994 | La desalmada                     | Personaje desconocido       |                                                                              |
| 1998 | Acábame de matar                 | Látigo                      |                                                                              |
| 2003 | La tregua                        | Méndez                      |                                                                              |

### Televisión
| Año       | Título                       | Papel                              | Notas                            |
| --------- | ---------------------------- | ---------------------------------- | -------------------------------- |
| 1977      | Corazón salvaje              | Charles Brighton                   |                                  |
| 1978-79   | Pasiones encendidas          | Carlos                             |                                  |
| 1979-1980 | Muchacha de barrio           | Norberto                           |                                  |
| 1980      | Aprendiendo a amar           | Adrián                             |                                  |
| 1982      | El amor nunca muere          | José Beltrán                       |                                  |
| 1984      | Tú eres mi destino           | Javier                             |                                  |
| 1985      | Tú o nadie                   | Luis                               |                                  |
| 1987      | El precio de la fama         | Antonio                            |                                  |
| 1988-89   | Encadenados                  | Carlos Montes                      |                                  |
| 1989      | Lo blanco y lo negro         | Luis Soto                          |                                  |
| 1992      | Dr. Cándido Pérez            | Personaje desconocido              | Episodio: «Cuernos imaginarios»  |
| 1993      | Sueño de amor                | Carlo Lombardo                     |                                  |
| 1996      | Cañaveral de pasiones        | Rafael Elizondo                    |                                  |
| 1997-2005 | Mujer, casos de la vida real | Varios personajes                  | 8 episodios                      |
| 1998      | La mentira                   | André Belot                        |                                  |
| 1998      | ¿Qué nos pasa?               | Personaje desconocido              | 2 episodios                      |
| 1999      | Infierno en el paraíso       | Javier                             |                                  |
| 2001      | El derecho de nacer          | Dr. Alejandro Sierra               |                                  |
| 2004-05   | Apuesta por un amor          | Camilo Beltrán                     |                                  |
| 2005-06   | Peregrina                    | Alonso Manrique                    |                                  |
| 2006      | ¡Qué madre, tan padre!       | Tony                               | Episodio: «Que madres son esas»  |
| 2008      | Central de abasto            | Toño                               |                                  |
| 2010      | Soy tu dueña                 | Evelio Zamarripa / Úrsulo Barragán |                                  |
| 2013      | Amores verdaderos            | Personaje desconocido              | Episodio: «Gran final (parte 1)» |
| 2013      | Corazón indomable            | Director de la prisión             |                                  |
| 2014-15   | Hasta el fin del mundo       | Javier Cruz                        |                                  |
| 2017      | Hoy                          | Él mismo                           | Invitado                         |

## Nominaciones

### Premios TVyNovelas
| Año  | Categoría                  | Telenovela         | Resultado |
| ---- | -------------------------- | ------------------ | --------- |
| 1985 | Mejor revelación masculina | Tú eres mi destino | Nominado  |